# Champion System Pro Cycling Team
Champion System Pro Cycling Team (código UCI: CSS) fue un equipo ciclista profesional de categoría Profesional Continental. Patrocinado por la empresa de prendas deportivas Champion System, su principal sede estaba en Hong Kong (China), dónde además se encontraba registrado el equipo. 

## Historia
El equipo fue creado en 2010 bajo licencia Continental y para participar en el UCI Asia Tour principalmente. Esa temporada, tuvo su sede principal en Suiza aunque el equipo tuvo licencia de Armenia.  
Desde su creación, su plantilla ha contado con ciclistas de varias nacionalidades, suizos, austríacos, alemanes, australianos, armenios, taiwaneses entre otros. Pero el más destacado y reconocido es el estonio Jaan Kirsipuu, quién supo competir en equipos como el Ag2r y disputó varios Tour de Francia.
Con el objetivo de dar a conocer el ciclismo asiático en Europa y demostrar su potencial, el equipo ascendió de categoría para 2012, obteniendo la Profesional Continental siendo el primer equipo asiático que consigue tal logro. Para ello participó de varias competiciones del calendario europeo. También participó en el calendario americano además del asiático. La nueva categoría de daba acceso a tener una wild card para las carreras de máxima categoría, el UCI WorldTour, pero en solo fue invitado al Tour de Pekín en 2012 y 2013. 
La pobre actuación del equipo con sólo algunas victorias en carreras .2, y no participar en carreras donde estaba la élite del ciclismo, llevaron a la empresa Champion System a abandonar el proyecto y la formación china desaparece a finales de 2013.

## Clasificaciones UCI
A partir de 2005 la UCI instauró los Circuitos Continentales UCI, y desde su primera participación en 2009-2010 ha estado en las clasificaciones del UCI Asia Tour Ranking, UCI Europe Tour Ranking, UCI Oceania Tour Ranking y UCI America Tour Ranking. Las posiciones del equipo y de su mejor corredor han sido éstas:
| Temporada                | Clasificación por equipos | Mejor corredor      | Posición |
| 2009-2010 (Asia Tour)    | 25.º                      | Jaan Kirsipuu       | 69.º     |
| 2009-2010 (Europa Tour)  | 78.º                      | Jaan Kirsipuu       | 207.º    |
| 2009-2010 (Oceania Tour) | 13.º                      | Jaan Kirsipuu       | 32.º     |
| 2010-2011 (Asia Tour)    | 25.º                      | Jaan Kirsipuu       | 71.º     |
| 2010-2011 (Europa Tour)  | 77.º                      | Jaan Kirsipuu       | 243.º    |
| 2010-2011 (America Tour) | 30.º                      | Matthias Friedemann | 171.º    |
| 2011-2012 (Asia Tour)    | 5.º                       | Cameron Wurf        | 10.º     |
| 2011-2012 (America Tour) | 30.º                      | Matthias Friedemann | 184.º    |
| 2011-2012 (Europe Tour)  | 83.º                      | Clinton Avery       | 272.º    |
| 2012-2013 (America Tour) | 17.º                      | Zachary Bell        | 61.º     |
| 2012-2013 (Asia Tour)    | 17.º                      | Muhamad Othman      | 37.º     |
| 2012-2013 (Europe Tour)  | 95.º                      | Matt Brammeier      | 345.º    |
| 2012-2013 (Oceania Tour) | 9.º                       | Clinton Avery       | 38.º     |

## Palmarés
Para años anteriores, véase Palmarés del Champion System Pro Cycling Team

## Plantilla
Para años anteriores, véase Plantillas del Champion System Pro Cycling Team